# Артеменко Іван Іванович
Іван Іванович Артеменко (15 вересня 1924, Гаврилівка — 24 квітня 1989, Київ) — український радянський історик і археолог, доктор історичних наук (з 1977 року), старший науковий співробітник, член-кореспондент АН УРСР (з 1 квітня 1982 року).

## Життєпис
Народився 15 вересня 1924 року в селі Гаврилівці (нині Бериславського району Херсонської області). У 1948 році закінчив історичний факультет Дніпропетровського державного університету. Працював у Дніпропетровському історичному музеї, спочатку науковим співробітником, у 1951—1955 роках — заступником директора з наукової частини. Брав участь в археологічних експедиціях музею та Інституту археології АН УРСР.
У 1955—1958 роках навчався в аспірантурі в Інституті археології АН СРСР, після закінчення якої з 1958 по 1970 рік працював там же молодшим науковим співробітником, у 1970—1972 роках — старшим науковим співробітником та у 1972—1973 роках — завідувачем сектором охоронних археологічних досліджень на новобудовах.
В 1973–1986 роках очолював Інститут археології АН УРСР, потім — відділ археології доби енеоліту та бронзової доби цього ж інституту. В 1977 році захистив докторську дисертацію на тему «Середнє та Верхнє Подніпров'я в кінці енеоліту та за доби бронзи (середина ІІІ — початок І тисячоліття до н. е.)».
Мав державні нагороди СРСР. Мешкав у Києві у будинку на вулиці Лейпцизькій, 14, квартира 43. Помер 24 квітня 1989 року у Києві.

## Наукова діяльність
Редактор низки колективних праць, зокрема «Історії Української РСР», за участь у підготовці якої у 1980 році отримав Державну премію УРСР в галузі науки і техніки. Автор 150 наукових публікацій. Провадив велику науково-організаційну роботу як голова ученої ради Інституту археології АН УРСР та член бюро Відділення історії, філософії та права АН УРСР. Працював у Комітеті з Державних премій у галузі науки і техніки при РМ УРСР.